# Fatih Başköy
Fatih Başköy (ur. 9 lutego 1994) – turecki zapaśnik walczący w stylu klasycznym. Zajął 31. miejsce na mistrzostwach świata w 2017. Piąty na mistrzostwach Europy w 2019. Triumfator akademickich MŚ w 2016 i 2018. Trzeci w Pucharze Świata w 2016 i czwarty w 2015. 
Brązowy medalista MŚ juniorów w 2013. Trzeci na MŚ U-23 w 2017. Mistrz Europy U-23 w 2015, a trzeci w 2017 roku.